# A Ferencvárosi TC 1906–1907-es szezonja
A Ferencvárosi TC 1906–1907-es szezonja szócikk a Ferencvárosi TC első számú férfi labdarúgócsapatának egy szezonjáról szól, mely összességében és sorozatban is a 6. idénye volt a csapatnak a magyar első osztályban. A klub fennállásának ekkor volt a 8. évfordulója.

## Mérkőzések
| Színmagyarázat | Színmagyarázat |
| -------------- | -------------- |
|                | Győzelem.      |
|                | Döntetlen.     |
|                | Vereség.       |

### Bajnokság (I. osztály) 1906–07

#### Őszi fordulók
| 1906. szeptember 16. |

| Ferencváros            | 6 – 2       | Fővárosi TC |
| ---------------------- | ----------- | ----------- |
| Schlosser Pákay Koródy | Jegyzőkönyv |             |

| Budapest |

| 1906. szeptember 23. |

| Ferencváros  | 3 – 2       | Magyar AC |
| ------------ | ----------- | --------- |
| Koródy Bródy | Jegyzőkönyv |           |

| Budapest |

| 1906. szeptember 30. |

| Ferencváros | 2 – 0       | Újpest |
| ----------- | ----------- | ------ |
| Schlosser   | Jegyzőkönyv |        |

| Budapest |

| 1906. október 14. |

| Ferencváros | 2 – 0       | MTK |
| ----------- | ----------- | --- |
| Koródy      | Jegyzőkönyv |     |

| Millenáris, Budapest |

| 1906. október 21. |

| Ferencváros   | 3 – 2       | Budapesti AK |
| ------------- | ----------- | ------------ |
| Weisz Gorszky | Jegyzőkönyv |              |

| Budapest |

| 1906. november 11. |

| 33 FC | 1 – 7       | Ferencváros                      |
| ----- | ----------- | -------------------------------- |
|       | Jegyzőkönyv | Weisz Schön Koródy ög' Schlosser |

| Budapest |

| 1906. november 18. |

| Ferencváros                  | 15 – 0      | Typographia SC |
| ---------------------------- | ----------- | -------------- |
| Weisz Schlosser Braun Koródy | Jegyzőkönyv |                |

| Budapest |

#### Tavaszi fordulók
| 1907. március 17. |

| Ferencváros                | 9 – 2       | 33 FC |
| -------------------------- | ----------- | ----- |
| Schön Koródy ög' Schlosser | Jegyzőkönyv |       |

| Budapest |

| 1907. március 24. |

| Újpest | 0 – 5       | Ferencváros     |
| ------ | ----------- | --------------- |
|        | Jegyzőkönyv | Ecker ög' Braun |

| Budapest |

| 1907. március 25. |

| Typographia SC | 1 – 3       | Ferencváros |
| -------------- | ----------- | ----------- |
|                | Jegyzőkönyv | Koródy ög'  |

| Budapest |

| 1907. április 21. |

| Magyar AC | 3 – 3       | Ferencváros            |
| --------- | ----------- | ---------------------- |
|           | Jegyzőkönyv | Iványi Schlosser Ecker |

| Millenáris, Budapest |

| 1907. április 28. |

| Fővárosi TC | 1 – 7       | Ferencváros            |
| ----------- | ----------- | ---------------------- |
|             | Jegyzőkönyv | Koródy Schlosser Braun |

| Budapest |

| 1907. május 12. |

| Budapesti AK | 4 – 3       | Ferencváros            |
| ------------ | ----------- | ---------------------- |
|              | Jegyzőkönyv | Pákay Weinber II Bródy |

| Budapest |

| 1907. május 26. |

| MTK | 2 – 2       | Ferencváros     |
| --- | ----------- | --------------- |
|     | Jegyzőkönyv | Weisz Schlosser |

| Millenáris, Budapest |

#### A végeredmény
|   | Csapat          | Játszott | GY | D | V  | L  | K  | GK  | Pont | Megj.   |
| - | --------------- | -------- | -- | - | -- | -- | -- | --- | ---- | ------- |
| 1 | Ferencvárosi TC | 14       | 11 | 2 | 1  | 70 | 20 | +50 | 24   | Bajnok  |
| 2 | MAC             | 14       | 10 | 2 | 2  | 78 | 15 | +63 | 22   |         |
| 3 | MTK             | 14       | 10 | 2 | 2  | 67 | 18 | +49 | 22   |         |
| 4 | BAK             | 14       | 6  | 2 | 6  | 32 | 44 | -12 | 14   |         |
| 5 | Typographia SC  | 14       | 3  | 3 | 8  | 25 | 62 | -37 | 9    |         |
| 6 | Újpesti TE      | 14       | 2  | 4 | 8  | 16 | 38 | -22 | 8    |         |
| 7 | Fővárosi TC     | 14       | 3  | 3 | 8  | 16 | 55 | -39 | 7    |         |
| 8 | 33 FC           | 14       | 2  | 2 | 10 | 20 | 72 | -52 | 6    | Kiesett |

### Egyéb mérkőzések
| 1906. szeptember 8. |

| Ferencváros                  | 5 – 5       | Slavia Praha |
| ---------------------------- | ----------- | ------------ |
| Schlosser Weisz Pákay Koródy | Jegyzőkönyv |              |

| Millenáris, Budapest |

| 1907. március 10. |

| Ferencváros | 1 – 1       | Vienna FC |
| ----------- | ----------- | --------- |
| Koródy      | Jegyzőkönyv |           |

| Millenáris, Budapest |

| 1907. március 30. |

| Ferencváros   | 3 – 1       | Budapesti AK |
| ------------- | ----------- | ------------ |
| Weisz Gorszky | Jegyzőkönyv |              |

| Millenáris, Budapest |

| 1907. április 14. |

| Magyar AC | 8 – 0       | Ferencváros |
| --------- | ----------- | ----------- |
|           | Jegyzőkönyv |             |

| Budapest |

| 1907. május 19. |

| Vienna FC | 0 – 0               | Ferencváros |
| --------- | ------------------- | ----------- |
|           | (0 – 0) Jegyzőkönyv |             |

| Bécs |

| 1907. május 20. |

| Wiener SC | 1 – 4       | Ferencváros                    |
| --------- | ----------- | ------------------------------ |
|           | Jegyzőkönyv | Schlosser Gorszky Koródy Braun |

| Bécs |

| 1907. május 30. |

| Ferencváros            | 3 – 2       | DFC Prag |
| ---------------------- | ----------- | -------- |
| Schlosser Ecker Koródy | Jegyzőkönyv |          |

| Millenáris, Budapest |

## Külső hivatkozások
- A csapat hivatalos honlapja (magyarul)
- Az 1906–1907-es szezon menetrendje a tempofradi.hu-n (magyarul)